# Gale Storm
Pour les articles homonymes, voir Storm.
Gale Storm, née le 5 avril 1922 à Bloomington (Texas) et morte le 27 juin 2009 à Danville (Californie), est une actrice et chanteuse américaine.

## Biographie
Josephine Owaissa Cottle naît aux Texas, dans une fratrie de cinq enfants dont elle est la plus jeune. Son père, William Walter Cottle, est mort après une maladie d'un an alors qu'elle n'avait que dix-sept mois. Sa mère, Minnie Corina Cottle, a du mal à élever seule ses enfants.
En 1940, elle a dix-sept ans quand deux de ses professeurs de théâtre de son lycée l'exhortent à participer à un radio-crochet dans l'émission Gateway to Hollywood (littéralement : la porte vers Hollywood), diffusée à  Hollywood sur CBS Radio. Le premier prix est un contrat d'un an avec un studio de cinéma. Elle le remporte, et tourne pour le studio RKO Radio Pictures plusieurs films sous le nom de scène Gale Storm.

### Carrière au cinéma
Son premier film est Tom Brown's School Days, où elle joue aux côtés de Jimmy Lydon et Freddie Bartholomew. Elle travaille régulièrement sur des films à petit budget sortis durant cette période. En 1941, elle chante dans plusieurs soundies (ancêtre du Scopitone), qui sont des comédies musicales de trois minutes produites pour les « juke-box de cinéma ».
Pour le compte du petit studio Monogram Pictures, elle joue et chante dans la série des Frankie Darro et interprète des ingénues dans des films avec les East Side Kids (en), Edgar Kennedy et avec Les Trois Stooges, notamment dans le film Swing Parade of 1946. Le studio Monogram Pictures s'est toujours appuyé sur des acteurs confirmés et réputés, mais avec Gale Storm, il trouve enfin sa propre star. Gale tient le rôle principal dans les productions les plus élaborées du studio, tant musicales que dramatiques. En 1943, elle tient le haut de l'affiche dans The Crime Smasher.
Elle tourne dans des comédies romantiques (G.I. Honeymoon et C'est arrivé dans la Cinquième Avenue en 1945 et 1947), dans le western Stampede (en) et dans des films noirs : The Underworld Story et De minuit à l'aube. Le public américain commence à aimer la jeune actrice ; le courrier de ses fans augmente.
Elle tourne dans plus de trente films pour Monogram Pictures, une expérience qui va rendre possible son succès dans d'autres médias.

### Carrière à la télévision
En 1950, Gale Storm fait ses débuts à la télévision dans l'émission « Hollywood Premiere Theatre » sur la chaîne ABC. De 1952 à 1955, elle joue dans la sitcom My Little Margie (en), avec, dans le rôle de son père, l'ancien acteur du cinéma muet, Charles Farrell.
De 1956 à 1960, elle joue dans la sitcom The Gale Storm Show (en) (Oh! Susanna), au côté d'une autre star du cinéma muet, ZaSu Pitts, dans un total de 143 épisodes.
Dans les années 1950 et 1960, elle tourne régulièrement dans d'autres émissionss télévisés 

### Vie privée
Gale Storm s'est mariée et a été veuve deux fois. En 1941, à l'âge de dix-neuf ans, elle épouse Lee Bonnell (1918-1986), alors acteur (sous le nom de Terry Belmont) puis homme d'affaires. Ils ont quatre enfants : Peter, Phillip, Paul et Susanna.
En 1988, deux ans après être devenue veuve, elle se remarie avec Paul Masterson (1917-1996), qui meurt avant elle.
Durant sa cinquantaine, elle se bat contre contre l'alcoolisme. Elle dira plus tard :

« Au cours des années 1970, j’ai vécu une période terriblement difficile et douloureuse par rapport à l’alcoolisme. J'ai eu le soutien sans faille de Lee tout au long de cette épreuve. Mon traitement et mon rétablissement ont été plus que difficiles. À cette époque, l’alcoolisme était tellement stigmatisé, en particulier chez les femmes, qu’il pouvait mettre en danger votre réputation et votre carrière. Je remercie Dieu chaque jour d'en être complètement guérie depuis plus de vingt ans. Durant mon combat, je n’avais aucune idée de la bénédiction que pouvait être mon expérience ! J'ai eu l'occasion de partager avec d'autres personnes souffrant d'alcoolisme le fait qu'il y a de l'aide, de l'espoir et une vie sans alcool qui les attendent. »

,.
À la suite de cela, Gale Storm devient un membre actif de l'Église baptiste de South Shores à Dana Point. Elle a dit un jour : « La vie a été belle et je remercie Dieu pour ses nombreuses bénédictions et la vie heureuse qu'il m'a donnée. »,.
Après la mort de son second mari, elle vit seule à Monarch Beach, en Californie, près de deux de ses fils et des familles de ceux-ci, jusqu'à ce que des problèmes de santé la forcent à entrer dans une maison de convalescence à Danville, en Californie, où elle meurt en 2009, à l'âge de 87 ans.

### Hommage
Gale Storm a trois étoiles sur le trottoir des célérités du Hollywood Walk of Fame pour sa contribution à la télévision, à la musique et à la radio.

## Filmographie

### Au cinéma
- 1940 : Tom Brown étudiant (Tom Brown's School Days (en)) de Robert Stevenson : Effie
- 1940 : One Crowded Night : Annie Mathews
- 1941 : Uncle Joe de Howard M. Railsback et Raymond E. Swartley : Clare
- 1941 : City of Missing Girls (en) d'Elmer Clifton : Mary Phillips
- 1941 : Saddlemates de Lester Orlebeck (en) : Susan Langley
- 1941 : Gambling Daughters de Max Nosseck : Lillian Harding
- 1941 : Let's Go Collegiate de Jean Yarbrough : Midge
- 1941 : Jesse James at Bay de Joseph Kane : Jane Fillmore, 'St. Louis Journal' Reporter
- 1941 : Red River Valley (en) de Joseph Kane : Kay Sutherland
- 1942 : Freckles Comes Home de Jean Yarbrough : Jane Potter
- 1942 : Man from Cheyenne (en) de Joseph Kane : Judy Evans
- 1942 : Lure of the Islands : Maui
- 1942 : Smart Alecks : Ruth
- 1942 : Foreign Agent : Mitzi Mayo
- 1942 : Rhythm Parade : Sally Benson
- 1943 : Cosmo Jones in the Crime Smasher de James Tinling : Susan
- 1943 : Revenge of the Zombies de Steve Sekely : Jennifer Rand
- 1943 : Nearly Eighteen : Jane
- 1943 : Campus Rhythm : Joan Abbott, aka Susie Smith
- 1943 : Where Are Your Children? de William Nigh : Judy
- 1945 : L'Espoir de vivre (Forever Yours) : Joan Randall
- 1945 : G.I. Honeymoon de Phil Karlson : Ann
- 1945 : Suzy des bas-fonds (Sunbonnet Sue) de Ralph Murphy : Sue Casey
- 1946 : Swing Parade of 1946 de Phil Karlson : Carol Lawrence
- 1947 : C'est arrivé dans la Cinquième Avenue (It Happened on Fifth Avenue) de Roy Del Ruth : Trudy O'Connor
- 1948 : Le Bourgeois téméraire (The Dude Goes West) : Liza Crockett
- 1948 : La Grande Menace (Walk a Crooked Mile) de Gordon Douglas : Voice on Tape Recorder
- 1949 : Panique sauvage au far-west (Stampede) de Lesley Selander : Connie Dawson
- 1949 : Abandoned de Joseph M. Newman : Paula Considine
- 1950 : Curtain Call at Cactus Creek de Charles Lamont : Julie Martin
- 1950 : Le Kid du Texas (The Kid from Texas) de Kurt Neumann : Irene Kain
- 1950 : Corruption (The Underworld Story) de Cy Endfield : Catherine 'Cathy' Harris
- 1950 : De minuit à l'aube (Between Midnight and Dawn) de Gordon Douglas : Katharine 'Kate' Mallory
- 1951 : Al Jennings of Oklahoma (it) de Ray Nazarro : Margo St. Claire
- 1951 : The Texas Rangers : Helen Fenton
- 1952 : Woman of the North Country (en) de Joseph Kane : Cathy Nordlund

### À la télévision
- 1950 : Hollywood Theatre Time (série)
- 1952 à 1955 : My Little Margie (en) (sitcom) : Margie Albright
- 1956 à 1960 : The Gale Storm Show (en) (série) : Susanna Pomeroy
- 1964 à 1965 : L'Homme à la Rolls (série, 2 épisodes) : Honey Feather Leeps et Dr Nonnie Harper
- 1979 : La croisière s'amuse (série, 1 épisode) : Rose
- 1989 : Arabesque ((série, 1 épisode) : Maisie Mayberry